# Белоусов, Владимир Павлович (футболист)
Влади́мир Па́влович Белоу́сов (21 августа 1947, Сталиногорск, Московская область — 16 февраля 2007, Тула) — советский футболист, нападающий. Мастер спорта СССР (1973).

## Биография
Участвовал в четырёх играх чемпионского сезона ворошиловградской «Зари». Позже стал основным нападающим команды. Играл в финалах Кубка СССР 1974 и 1975 годов. 3 матча (1 гол) в Кубке чемпионов 1973/1974.
Заканчивал карьеру вместе с вратарём «Зари» Михаилом Форкашом в клубе из города Нойштрелиц в третьей по силе лиге ГДР.
В последние годы жизни работал в тульской ДЮСШ «Арсенал». Отец виолончелиста Владислава Белоусова.
С 2012 года в Туле проходит юношеский турнир памяти Белоусова.